# Искра (фотоаппарат)
«И́скра» — советская среднеформатная дальномерная клапп-камера, выпущенная в 1960—1963 годах на Красногорском механическом заводе в количестве 38 722 штуки. «Искра» разработана на основе фотоаппарата Agfa Super Isolette. Как и немецкий прототип, фотоаппарат оснащён механизмом автоматической перемотки плёнки на шаг кадра, и не требует контроля по цифрам на ракорде.

## Технические характеристики
- Размер кадра: 6×6 см.
- Объектив «Индустар-58» 3,5/75 мм смонтирован в центральном затворе и сопряжён с дальномером. Фокусировка достигается перемещением всего объектива, а не отдельных линз[5]. Объектив убирающийся, соединён с камерой фокусировочным мехом.
- Затвор — ФЗШ-18С, механический, центральный, междулинзовый. Диапазон выдержек: от 1 до 1/500 с и ручная («В»)[6].
- Синхроконтакт обеспечивает работу как с импульсными фотовспышками, так и с одноразовыми фотобаллонами (синхронизация типа «M»).
- Камера имеет автоспуск  с задержкой 9—15 с.
- Видоискатель совмещён с дальномером, база дальномера — 55 мм, увеличение видоискателя — 0,74×.
- Взвод затвора и транспортировка плёнки — раздельные. Имеется блокировка от повторного экспонирования кадра. В то же время многократная экспозиция возможна, если спускать затвор не кнопкой на камере, а рычагом на самом затворе.
- Счётчик кадров при перезарядке автоматически сбрасывается.
- Корпус камеры — металлический, задняя крышка — съёмная.

Профессиональные фотографы использовали фотоаппарат для съёмки групповых портретов, и в этой сфере «Искра» считалась непревзойдённой, благодаря отличной резкости и синхронизации с электронной фотовспышкой на любых выдержках. Ещё одно достоинство камера получила благодаря складной конструкции, позволявшей носить её в кармане. Особенностью фотоаппарата было наличие шкалы экспозиционных чисел на оправе затвора. Взаимная фиксация шкал диафрагмы и затвора по этой шкале упрощала установку экспозиции и позволяла оперативно подбирать экспозиционные параметры без её изменения.

## Искра-2
Фотоаппарат «Искра-2» (1961—1964 годы) отличается от первой модели только несопряжённым экспонометром с селеновым фотоэлементом. «Искра-2» произведена в количестве 6118 штук.